# París-Tours 2004
La París-Tours 2004 fou la 98a edició de la clàssica París-Tours. Es disputà el 10 d'octubre de 2004 i el vencedor final fou el neerlandès Erik Dekker de l'equip Rabobank.
Va ser la novena cursa de la Copa del Món de ciclisme de 2004.

## Classificació general
|    | Ciclista         | Equip                  | Temps      |
| -- | ---------------- | ---------------------- | ---------- |
| 1  | Erik Dekker      | Rabobank               | 5h 33' 03" |
| 2  | Danilo Hondo     | Team Gerolsteiner      | m. t.      |
| 3  | Óscar Freire     | Rabobank               | m. t.      |
| 4  | Allan Davis      | Liberty Seguros        | m. t.      |
| 5  | Stuart O'Grady   | Cofidis                | m. t.      |
| 6  | Paolo Bettini    | Quick Step-Davitamon   | m. t.      |
| 7  | Matthias Kessler | T-Mobile Team          | m. t.      |
| 8  | Uroš Murn        | Phonak Hearing Systems | m. t.      |
| 9  | Jaan Kirsipuu    | AG2R Prévoyance        | m. t.      |
| 10 | Eddy Mazzoleni   | Saeco                  | m. t.      |